# Ciechanów (gmina wiejska)
Ciechanów (daw. gmina Nużewo) – gmina wiejska w województwie mazowieckim, w powiecie ciechanowskim. W latach 1975–1998 gmina położona była w województwie ciechanowskim.
Siedziba gminy to Ciechanów.
Według danych z 30 czerwca 2004 gminę zamieszkiwało 5825 osób.

## Struktura powierzchni
Według danych z roku 2002 gmina Ciechanów ma obszar 140,23 km², w tym:
- użytki rolne: 78%
- użytki leśne: 16%

Gmina stanowi 13,2% powierzchni powiatu.

## Szkolnictwo w gminie
- Szkoła Podstawowa w Chotumiu[5]
- Szkoła Podstawowa im. 11 Pułku Ułanów Legionowych w Gumowie[5]

## Demografia

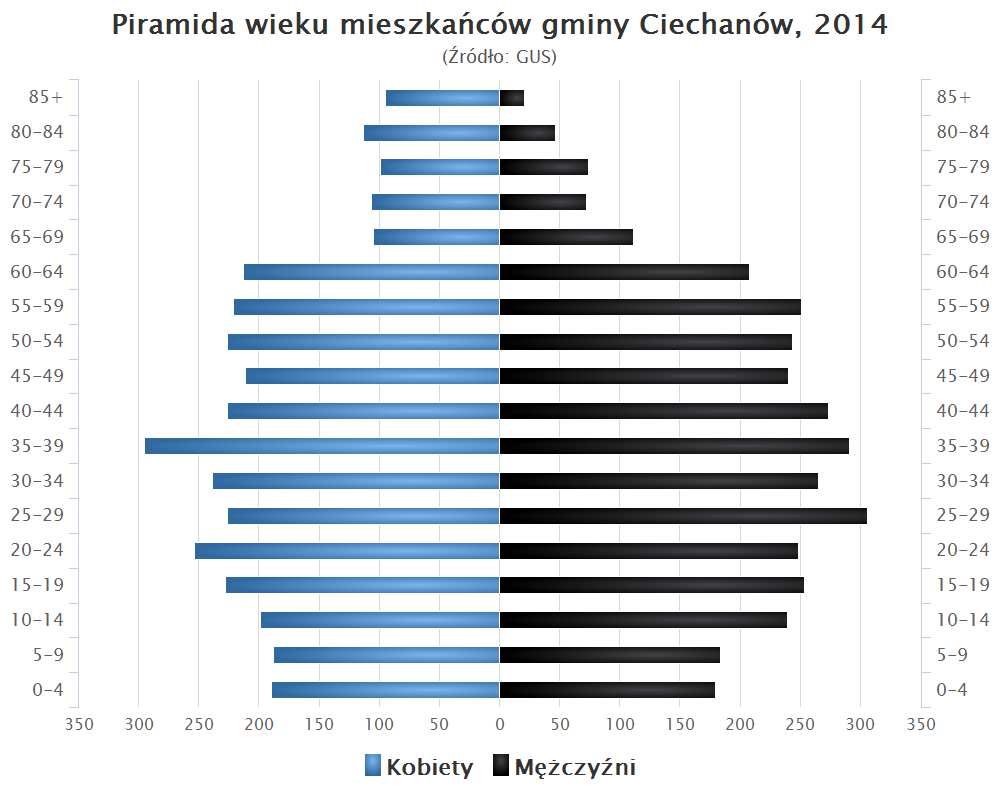
Piramida wieku mieszkańców gminy Ciechanów w 2014 roku

Dane z 30 czerwca 2004:
| Opis                              | Ogółem | Ogółem | Kobiety | Kobiety | Mężczyźni | Mężczyźni |
| --------------------------------- | ------ | ------ | ------- | ------- | --------- | --------- |
| jednostka                         | osób   | %      | osób    | %       | osób      | %         |
| populacja                         | 5825   | 100    | 2879    | 49,4    | 2946      | 50,6      |
| gęstość zaludnienia (mieszk./km²) | 41,5   | 41,5   | 20,5    | 20,5    | 21        | 21        |

## Sołectwa
Baby, Chotum, Chruszczewo, Gąski, Gorysze, Grędzice, Gumowo, Kanigówek, Kargoszyn, Kownaty Żędowe, Mieszki-Różki, Mieszki Wielkie, Modełka, Modła, Niechodzin, Niestum, Nużewko, Nużewo, Pęchcin, Przążewo, Ropele, Rutki-Begny, Rutki-Borki, Rutki-Głowice, Rutki-Marszewice, Rydzewo, Rykaczewo, Rzeczki, Sokołówek, Ujazdowo, Ujazdówek, Wola Pawłowska, Wólka Rydzewska.
Wsie bez statusu sołectwa: Baraki Chotumskie, Gołoty, Nowa Wieś.

## Sąsiednie gminy
Ciechanów, Glinojeck, Gołymin-Ośrodek, Ojrzeń, Opinogóra Górna, Regimin, Sońsk, Strzegowo.

## Wójtowie gminy Ciechanów
- Edmund Ozdarski (1990-1994)
- Marek Kiwit (1994-2023)
- Stefan Pawłowski (2023-nadal)